# فوتبال در تاجیکستان
فوتبال پرطرفدارترین ورزش در تاجیکستان است؛ کشوری که در سال ۱۹۹۱ استقلال یافت.